# Pomatostomus halli
Pomatostomus halli là một loài chim trong họ Pomatostomidae.